# Proailurus
Proailurus – wymarły rodzaj ssaka drapieżnego z podrodziny Proailurinae w obrębie rodziny kotowatych (Felidae) przypominający cywetę, odkryty w Europie, który pojawił się w oligocenie ok. 25 milionów lat temu.

## Charakterystyka
Był to niewielki drapieżnik, prowadzący tryb życia prawdopodobnie zbliżony do dzisiejszego margaja. Wiele czasu spędzał na drzewach, gdzie zdobywał pokarm i ukrywał się przed większymi drapieżnikami. Od późniejszych kotowatych różni się wyraźnie częściowo stopochodnymi łapami tylnymi, dłuższym pyskiem i większą ilością zębów policzkowych. Ważył około 9 kg. Jego potomkiem był
Pseudaelurus, żyjący w miocenie ok. 20 milionów lat temu, przypominający już niektóre dzisiejsze gatunki kotów.

## Etymologia
Proailurus (Proaelurus): gr. προ pro „blisko, w pobliżu”; αιλουρος ailouros „kot”. 

## Podział systematyczny
Do rodzaju należały następujące gatunki:
- Proailurus bourbonnensis Peigné, 1999
- Proailurus lemanensis Filhol, 1879
- Proailurus major Peigné, 1999